# Tongbai Shan
Tongbai Shan är en bergskedja i Kina. Den ligger i den centrala delen av landet, 900 km söder om huvudstaden Peking.